# Världsmästerskapet i landhockey för herrar
Världsmästerskapet i landhockey för herrar spelas sedan 1971.

## Resultat
| År   | Värdnation    | Final         | Final              | Final         | Match om tredjepris | Match om tredjepris | Match om tredjepris |
| År   | Värdnation    | Vinnare       | Resultat           | Tvåa          | Trea                | Resultat            | Fyra                |
| ---- | ------------- | ------------- | ------------------ | ------------- | ------------------- | ------------------- | ------------------- |
| 1971 | Spanien       | Pakistan      | 1 – 0              | Spanien       | Indien              | 0000 2 – 1 (e.fl.)  | Kenya               |
| 1973 | Nederländerna | Nederländerna | 2 – 2 (4–2 str.)   | Indien        | Västtyskland        | 1 – 0               | Pakistan            |
| 1975 | Malaysia      | Indien        | 2 – 1              | Pakistan      | Västtyskland        | 4 – 0               | Malaysia            |
| 1978 | Argentina     | Pakistan      | 3 – 2              | Nederländerna | Australien          | 4 – 3               | Västtyskland        |
| 1982 | Indien        | Pakistan      | 3 – 1              | Västtyskland  | Australien          | 4 – 2               | Nederländerna       |
| 1986 | England       | Australien    | 2 – 1              | England       | Västtyskland        | 0000 3 – 2 (e.fl.)  | Sovjetunionen       |
| 1990 | Pakistan      | Nederländerna | 3 – 1              | Pakistan      | Australien          | 0000 2 – 1 (e.fl.)  | Västtyskland        |
| 1994 | Australien    | Pakistan      | 1 – 1 (4–3 str.)   | Nederländerna | Australien          | 5 – 2               | Tyskland            |
| 1998 | Nederländerna | Nederländerna | 0000 3 – 2 (e.fl.) | Spanien       | Tyskland            | 1 – 0               | Australien          |
| 2002 | Malaysia      | Tyskland      | 2 – 1              | Australien    | Nederländerna       | 0000 2 – 1 (e.fl.)  | Sydkorea            |
| 2006 | Tyskland      | Tyskland      | 4 – 3              | Australien    | Spanien             | 0000 3 – 2 (e.fl.)  | Sydkorea            |
| 2010 | Indien        | Australien    | 2 – 1              | Tyskland      | Nederländerna       | 4 – 3               | England             |
| 2014 | Nederländerna | Australien    | 6 – 1              | Nederländerna | Argentina           | 2 – 0               | England             |
| 2018 | Indien        | Belgien       | 0 – 0 (3 – 2 str.) | Nederländerna | Australien          | 8 – 1               | England             |
| 2023 | Indien        | Tyskland      | 3 – 3 (5 – 4 str.) | Belgien       | Nederländerna       | 3 – 1               | Australien          |